# Nyíracsád
Nyíracsád község Hajdú-Bihar vármegyében, a Nyíradonyi járásban.

## Fekvése
A vármegye északi széle mentén fekszik, a Nyírség déli részén.
A szomszédos települések: észak felől Nyírlugos, kelet felől Fülöp, délkelet felől Nyírábrány, dél-délnyugat felől Vámospércs, nyugat felől Nyírmártonfalva, északnyugat felől pedig Nyíradony. Északi szomszédja már Szabolcs-Szatmár-Bereg vármegyéhez tartozik.

### Megközelítése
Csak közúton érhető el, Nyíradony és Nyírábrány felől a 4904-es, Vámospércs és Nyírlugos felől a 4905-ös úton. Buzitapuszta nevű különálló településrésze az előbbi két út keresztezésétől dél felé kiinduló, bő 4 kilométer hosszú 49 103-as számú mellékúton érhető el.
Az ország távolabbi részei felől a legcélszerűbb megközelítési útvonala: a 4-es főúton Debrecenig, onnan kelet felé a 48-as úton Vámospércsig, ahonnan 10 kilométerre fekszik.

## Története
A régészeti leletek bizonyítják, hogy e tájon az avarok és a magyar honfoglalók is megtelepedtek. Nevét az oklevelek 1312-ben említették először. A település legkorábbi birtokosa a Gutkeled nemzetség, s az ő kezükön volt a 15. században is, de időközben több más birtokosa is volt, többek között a Dobi családnak is volt itt birtoka. A 17. század harcaiban a falu nem pusztult el, de lakosainak száma megcsappant. Birtokosa ekkoriban a Vécseyek voltak, később a gróf Bethlen és a Nemes családok tulajdona lett, közvetlenül a jobbágyfelszabadítás előtt pedig több köznemesi família birtokolja.
A Reformáció alatt nagyrészt reformátussá lett faluba a 17- és 18. században jelentős ortodox népesség települt. 1739-1740-ben pedig nagy pestisjárvány pusztított a településen, mely összesen 904 ember halálát okozta.
Bihar vármegye és Szabolcs vármegye 1827-ben egyezett meg az eddig az előbbihez tartozó Acsád község és Érmihályfalva külterületnek cseréjéről. Acsád ettől az évtől szabolcsi község.[forrás?]

## Közélete

### Polgármesterei
| Időszak   | Polgármester       | Párt        | Megjegyzés |
| --------- | ------------------ | ----------- | ---------- |
| 1990–1994 | Dr. Katona Gyula   | független   |            |
| 1994–1998 | Dr. Katona Gyula   | független   |            |
| 1998–2002 | Dr. Katona Gyula   | független   |            |
| 2002–2006 | Dr. Katona Gyula   | független   |            |
| 2006–2010 | Dr. Katona Gyula   | független   |            |
| 2010–2014 | Dr. Nagy János     | Fidesz      |            |
| 2014–2019 | Dr. Nagy János     | Fidesz-KDNP |            |
| 2019–2024 | Dr. Nagy János     | Fidesz-KDNP |            |
| 2024–     | Bródi Róbert Tamás | független   |            |

## Népesség
A település népességének változása:
| Lakosok száma | 3871 | 3818 | 3800 | 3803 | 3618 | 3588 | 3611 |
|               | 2013 | 2014 | 2015 | 2021 | 2022 | 2023 | 2024 |

2001-ben a település lakosságának 97%-a magyar, 3%-a cigány nemzetiségűnek vallotta magát.
A 2011-es népszámlálás során a lakosok 90,9%-a magyarnak, 7,3% cigánynak, 0,2% ruszinnak mondta magát (9,1% nem nyilatkozott; a kettős identitások miatt a végösszeg nagyobb lehet 100%-nál). A vallási megoszlás a következő volt: római katolikus 20,1%, református 13,2%, görögkatolikus 50,5%, felekezeten kívüli 1,6% (13,8% nem válaszolt).
2022-ben a lakosság 94,1%-a vallotta magát magyarnak, 4,1% cigánynak, 0,2% németnek, 0,1-0,1% bolgárnak, románnak és ukránnak, 1,6% egyéb, nem hazai nemzetiségűnek (5,8% nem nyilatkozott; a kettős identitások miatt a végösszeg nagyobb lehet 100%-nál). Vallásuk szerint 14,5% volt református, 16,4% római katolikus, 42,1% görög katolikus, 0,8% egyéb keresztény, 0,1% egyéb katolikus, 0,1% evangélikus, 0,1% ortodox, 3,7% felekezeten kívüli (22,3% nem válaszolt).

## Nevezetességei
- Vécsey-kúria – a Vécsey-család egykori kúriája a településközponttól mintegy 4,5 kilométerre délre elhelyezkedő Buzitapuszta településrész központjában.
- A település egyházi építészeti emlékeiről híres, ezek közül kiemelkedik az egyhajós, zömök támfalakkal megerősített műemlék református templom, amely kora gótikus stílusban épült a 13-14. században.
- A 17-18. században betelepült ortodox népesség saját templomot is épített. A templom építésekor készült ikonosztázion majdnem teljesen eredeti állapotban maradt fenn, így a 18. század végéről, a 19. század elejéről származik.

## Híres emberek
- Itt született Mezey Ferenc, Grünfeld (Nyíracsád, 1860. február 5. – Budapest, Erzsébetváros, 1927. július 2.) jogi doktor, ügyvéd, lapszerkesztő.
- Itt született Keresztes Szilárd (Nyíracsád, 1932. július 19.– ) görögkatolikus pap, 1988. június 30. és 2007. november 10. között a Hajdúdorogi főegyházmegye püspöke.